# Петровский (Тульская область)
Петровский — посёлок в Тульской области России. 
В рамках организации местного самоуправления входит в городской округ город Тула, в рамках административно-территориального устройства — в Иншинский сельский округ Ленинского района Тульской области.

## География
Расположен на западной границе областного центра, города Тула, на Одоевском шоссе (в 7 км к западу от Тульского кремля).

## История
До 1990-х гг. посёлок входил в Иншинский сельский Совет. В 1997 году стал частью Иншинского сельского округа Ленинского района Тульской области. 
В рамках организации местного самоуправления с 2006 до 2014 гг. включался в Иншинское сельское поселение Ленинского района, с 2015 года входит в Привокзальный территориальный округ в составе городского округа город Тула.

## Население
| 2002 | 2010 | 2021  |
| ---- | ---- | ----- |
| 449  | ↗457 | ↗3006 |